# Juozapas Algirdas Katkus
Juozapas Algirdas Katkus (* 15. Juni 1936 in Kretinga (Pryšmančiai); † 12. November 2011 in Vilnius) war ein litauischer Politiker, Seimas-Mitglied.

## Leben
1948 wurden seine Eltern und drei Schwestern nach Sibirien, Oblast Irkutsk und 1949 die restlichen Familienmitglieder nach Krasnojarsk vertrieben. Von 1950 bis 1957 arbeitete er als Waldarbeiter und Chauffeur. 1957 kehrte er nach Litauen zurück.
1960 machte er das externe Abitur in Vilnius, absolvierte 1964 das Diplomstudium und 1971 die Aspirantur am Kauno politechnikos institutas. Von 1964 bis 1992 arbeitete er am KPI, danach als Assistent, Oberhochschullehrer und Dozent an der Fakultät für Maschinenbau am Kauno technologijos universitetas. Von 1992 bis 2000 war er Mitglied im Seimas. Von 1996 bis 1999 leitete er den Ausschuss für nationale Sicherheit, von 1999 bis 2000 den Ausschuss für nationale Sicherheit und Verteidigung.
Ab 1989 war er Mitglied von Sąjūdis, ab 1993 stellv. Vorsitzender von Tėvynės sąjunga.